# Melodráma
A melodráma tágabb értelemben tragikusan végződő, erős érzelmeket kavaró, gyakran szerelmes történet.
Eredeti jelentésében a beszédet és zenét kombináló, többnyire színpadi műfaj, amelyben a színdarab egyes érzelmes jeleneteiben a színész szövegéhez zenei aláfestés járult.

## Etimológia
Összetett szó, az ógörög μέλος melosz „dal, zene” és a δρᾶμα „dráma, színjáték” szavakból.

## Története
A melodráma a 18. század második felében alakult ki Franciaországban a francia forradalom idején.
A 18-19. század fordulójának Párizsában, a bulvárszínházakban vált népszerűvé, és olyan prózai színműveket értettek rajta, melyek érzelmileg meghatározó jelenetei közben – a közönségre való hatást fokozandó – megszólalt a zene(kar). Idővel a zene helyébe a patetikus játékstílus lépett, a színdarabban szélsőséges jellemek bukkantak fel, túldimenzionált emóciók, váratlan, gyakran tragikus fordulatok, látványos színpad-technikai trükkök. A melodráma különösebb irodalmi értékkel sosem bírt, hatása csak egy színi előadás keretei között érvényesült, a ponyva egyik első vadhajtása volt.
A 18-19. század fordulójának effajta drámái általában érzelmes történeteket dolgoztak fel, s ezekről a kifejezést az olyan, a zenét már mellőző drámákra is átvitték, amelyek patetikus stílusban előadott, szenvedélyes érzelmi viharokat kavaró történeteket állítottak színpadra. A maguk korában ezeket könnyfakasztó vígjátékoknak, érzékeny játékoknak is nevezték. A legkorábbi ismert darab, ami melodrámának tekinthető, Jean-Jacques Rousseau Pygmalion című drámája (1762), majd René Charles Guilbert de Pixérécourt darabja, a Viktor, avagy az erdő fia (1798) és később Joseph Bouchardytól az Antverpi árvák (Les orphelines d'Anvers) (1844)].

## Jellemzői
A melodráma összetett módon viszonyul a valósághoz. Szereplői lehetnek realisztikusan ábrázolt átlagemberek, akik rendkívüli eseményekbe keverednek, vagy pedig nagyon eltúlzott, valószerűtlen figurák. Ezek a típusváltozatok folyamatosan alakulnak időben, illetve országonként. A mű általában szerencsés kimenetelű: a jó győz a gonosz felett. Dramaturgiája így már a klasszicista drámafelfogástól a romantikus dráma felé mozdul el, ezért az utóbbi előfutárának tekintető.

## Film
A melodráma a 20. és a 21. században kivirágzott a filmművészetben.